# Sehryne Hennaoui
Sehryne Hennaoui (in arabo سيرين حناوي‎?; Bouira, 10 gennaio 1988) è una pallavolista algerina.
Gioca nel ruolo di palleggiatrice nel Hainaut Volley.

## Carriera
Nata in Algeria ma vissuta in Francia, possedendo dunque la doppia nazionalità, inizia a giocare a pallavolo fin da giovannissima ed all'età di 10 anni, nel 1998, insieme alla sorella minore Mélinda Hennaoui, entra a far parte delle giovanili del Lione Saint Fons Volley Club dove resterà per nove stagioni.
Nel 2007 fa il suo esordio nel massimo campionato francese con l'Istres Ouest Provence Volley-Ball. Nel 2008 ottiene la prima convocazione con la nazionale algerina, partecipando alle olimpiadi di Pechino, chiudendo all'ultimo posto, mentre nel 2009 vince la medaglia d'oro, la prima per l'Algeria, al campionato africano.
Nella stagione 2009-2010 viene ingaggiata dal Terville Florange Olympique Club, retrocedendo a fine campionato in Division Excellence Féminine. Nella stagione successiva rimane nella categoria cadetta con l'Hainaut Volley; nel 2011, con la nazionale, vince la medaglia d'oro ai X Giochi panafricani.

## Palmarès

### Nazionale (competizioni minori)
- Giochi panafricani 2011